# Dieter Lehnhoff
Dieter Lehnhoff (Città del Guatemala, 27 maggio 1955) è un compositore, musicologo e direttore d'orchestra guatemalteco.

## Biografia
Figlio di una famiglia tedesca, Dieter Lehnhoff imparò a suonare il violino da fanciullo. Studiò poi al Mozarteum di Salisburgo sotto la guida di Klaus Ager, Gerhard Wimberger e Josef Maria Horváth. Poi al'Università Cattolica d'America di Washington studiò direzione d'orchestra con Donald Thulean, composizione con Conrad Bernier e Helmut Braunlich, e musicologia con Ruth Steiner, Cyrilla Barr, e Robert Stevenson, laureandosi con una tesi dottorale sul compositore barocco Rafael Antonio Castellanos.
Fondò, agli inizi degli anni novanta del XX secolo, il Ensemble Millennium con il quale si propose portare al pubblico i capolavori misconosciuti del Rinascimento spagnolo e ispano-americano oltre che della musica barocca dal Nuovo Mondo. Ha lavorato con diversi cori, ensemble e orchestre sinfoniche in Europa e America. È stato direttore titolare dell'Orchestra Metropolitana e del Coro Nazionale del Guatemala; è stato anche fondatore e direttore della Millennium Orchestra con cui ha inciso numerose CD con musica delle compositore di Guatemala e America Latina.
Molto attivo anche nel ruolo di compositore, Dieter Lehnhoff adoperò nel corso della sua carriera diversi stili compositivi. I suoi lavori giovanili sono scritti con un idioma neoclassico, e più tardi produsse lavori di stampo espressionista e un contrappunto ritmico e molto innovativo. Tra le sue opere ci sono due concerti per pianoforte ed orchestra, due sinfonie per orchestra, musica corale e numerose musiche cameristiche.
Fondò l'Istituto di Musicologia all'Università Rafael Landívar del Guatemala. Proprio in questa prestigiosa università, proseguì la sua carriera di professore di musicologia, storia e teoria della musica. Ha studiato a lungo la musica barocca spagnola in generale e quella di America Latina in particolare. Per le sue ricerche storiche e artistiche riguardanti la musica, ricevette onorificenze e riconoscimenti.

## Composizioni
- Requiem, Salisburgo, 1975
- Sinfonia, orchestra, 1975
- Streichquartett, teatro musicale, 1975
- Canciones criollas, 1976
- Cantos latinos de Natividad, coro a cappella, Washington, 1988
- Seconda Sinfonia, Washington, 1990
- Cantares del Llano, orchestra d'archi, Caracas, 1993
- Memorias de un día remoto, musica concreta, 1999
- Rituales nocturnos, musica concreta, 1999
- Misa de San Isidro, coro a cappella, 2001
- Hai-kai, pianoforte, 2001
- Chaaj, 2003
- Primo Concerto per Pianoforte ed Orchestra, 2005
- Diferencias, 2006
- Secondo Concerto per Pianoforte ed Orquesta, 2007
- Satuyé, opera, 2007-2009
- Sonata urbana, clarinetto e pianoforte, 2010
- Salve, cara Parens, mezzosoprano, pianoforte e archi, 2011
- Musica ludica, flauto, clarinetto e pianoforte, 2012
- Sonata porteña, flauto e pianoforte, 2013

## Scritti musicologici
- Creación Musical en Guatemala. Guatemala: Universidad Rafael Landívar y Fundación G&T Continental, 2005. ISBN 99922-704-7-0
- Huellas de la Guerra en el Arte Musical. Comitato Internazionale della Croce Rossa (CICR), 1999.
- Rafael Antonio Castellanos: vida y obra de un músico guatemalteco. Guatemala: Universidad Rafael Landívar, Instituto de Musicología, 1994.
- Espada y Pentagrama: la música polifónica en la Guatemala del siglo XVI. Guatemala: Universidad Rafael Landívar, 1986.